# Full Impact Pro
La Full Impact Pro (FIP) es una promoción independiente de lucha libre profesional con sede en Florida. 

## Historia
Full Impact Pro fue fundada en 2003 por Sal Hamaoui. Desde sus inicios, fue la compañía hermana de la promoción independiente Ring of Honor, compartiendo su talento. Sin embargo, esta situación llegó a su fin en 2009, donde ambas empresas rompieron sus acuerdos. Tras esto, se alió con la empresa Dragon Gate USA. Sus shows son grabados y luego se venden en DVD.

## Campeonatos
| Campeonato                         | Campeón Actual                   | Fecha                   | Show o Evento             |
| ---------------------------------- | -------------------------------- | ----------------------- | ------------------------- |
| FIP World Heavyweight Championship | Karam                            | 3 de septiembre de 2022 | POW Wrestling Rumble 2022 |
| FIP Tag Team Championship          | OAO (Hunter Law y Snoop Strikes) | 10 de julio de 2022     | In Full Force 2022        |
| FIP Florida Heritage Championship  | Sideshow                         | 16 de octubre de 2022   | Fallout 2022              |